# Berkmecke
Die Berkmecke im Rothaargebirge ist ein ca. 4,5 km langer, orographisch linker Zufluss der Ahre im Hochsauerlandkreis in Nordrhein-Westfalen.

## Verlauf
Die Berkmecke entspringt etwa 1,5 km südwestlich vom Winterberger Ortsteil Mollseifen. Ihre Quelle liegt etwa 500 m nordöstlich des Gipfels des Zwistberges (747 m) auf ca. 670 m.ü. NHN. Sie fließt zunächst in nordöstlicher Richtung, bevor nach etwa 1,3 km der aus nördlicher Richtung kommenden Birkelbach einmündet. Nach etwa 1,3 km in östlicher Richtung mündet der Flachengrund ein. Von hier fließt die Berkmecke nach Südosten und mündet schließlich in der Ortslage Kranebuche des Dorfes Züschen in die aus Süden kommenden Ahre ein. Die Ahre bildet in Züschen auf ca. 463 m Höhe zusammen mit dem Bach Sonneborn den Eder-Zufluss Nuhne.

## Natur und Umwelt
Die Berkmecke fließt nach ca. 550 m in der Nähe der Opfersteine im Hohlen Graben in das 75,04 ha große Naturschutzgebiet Berkmecke - Talsystem (HSK-411) ein. Das NSG besteht aus dem Talbereich der Berkmecke und anderen Nebentälern wie dem Flachengrund. Die Täler werden teilweise durch Rinder und Pferde beweidet. Das NSG-Gebiet ist seit 2000 Teil des 2249 ha großen FFH-Gebietes Hallenberger Wald (DE 4817-301).

## Namensgebung
Relativ sicher bei der Herkunft des Namens Berkmecke ist vermutlich nur der Wortteil -mecke. Der Ursprung ist hierbei das althochdeutsche bah, mittelniederdeutsche beke, altsächsische beki, altnordische bekkr und das niederländische beek für Bach. Die niederdeutschen Formen sind bek, beck, beek, becke, büke, bicke, be(e)ke, bäke oder bieke. Die Sandhi-Formen sind mecke und micke. Das b wird dabei von einem vorangestellten Nasal des Bestimmungswortes assimiliert.  